# Mbanzi ya Gamundele
 (janvier 2020).
Si vous disposez d'ouvrages ou d'articles de référence ou si vous connaissez des sites web de qualité traitant du thème abordé ici, merci de compléter l'article en donnant les références utiles à sa vérifiabilité et en les liant à la section « Notes et références ».
Albums de Bozi Boziana
Père Noël Confiance
(1996) Les Refoules de Schengen
(1997)
Mbanzi ya Gamundele est un album de Bozi Boziana avec l'orchestre Anti Choc, sorti en juin 1996.

## Titres
| No | Titre                 | Auteur | Durée |
| -- | --------------------- | ------ | ----- |
| 1. | Animation Folklorique |        |       |
| 2. | Regresado             |        |       |
| 3. | Mbanzi ya Gamundele   |        |       |
| 4. | Babengi Nga Etula     |        |       |
| 5. | Mademoiselle Nwabi    |        |       |
| 6. | Anniindo              |        |       |
| 7. | Zala Na Maitrise      |        |       |
| 8. | Mira De London        |        |       |
| 9. | Elie                  |        |       |

## Participants

### Chant
- Betty Bis
- Fatou Fola Rose
- Deo Brando
- Fifi Mofudé

### Guitares
- Micha Brown
- Jyson Janvier Okota

### Basse
- Songa Sadiko Fiele